# NGC 5103
NGC 5103 is een spiraalvormig sterrenstelsel in het sterrenbeeld Jachthonden. Het hemelobject werd op 9 april 1787 ontdekt door de Duits-Britse astronoom William Herschel.

## Synoniemen
- UGC 8388
- ZWG 218.1
- MCG 7-27-62
- PRC C-44
- ZWG 217.31
- PGC 46552